# Epicurica acribes
Epicurica acribes är en fjärilsart som beskrevs av Turner 1894. Epicurica acribes ingår i släktet Epicurica och familjen praktmalar, Oecophoridae. Inga underarter finns listade i Catalogue of Life.